# Albert Schwartz
Albert Schwartz   (Chicago, 21 de desembre de 1907 - Los Angeles, 7 de desembre de 1986) va ser un nedador estatunidenc que va competir durant les dècades de 1920 i 1930.
El 1932 va prendre part en els Jocs Olímpics de Los Angeles, on va guanyar la medalla de bronze en els 100 metres lliures del programa de natació.